# Clive Staples Lewis
Clive Staples Lewis ali kratko C.S. Lewis, britanski zgodovinar, pisatelj, literarni kritik, radijski voditelj in akademik, * 29. november 1898, Belfast, Severna Irska, † 22. november 1963, Oxford, Anglija.
Znan je predvsem kot avtor več zelo uspešnih knjig, med katerimi so najbolj znane tiste iz serije Zgodbe iz Narnije.